# Лекс Девісон
Александр Ніколас Девісон (англ. Alexander Nicholas Davison) (нар. 12 лютого 1923, Мельбурн — пом. 20 лютого 1965, Мельбурн) — австралійський автогонщик.

## Біографія
Народився в сім'ї мануфактурника. Закінчивши коледж, Лекс став капітаном спортивної команди з атлетики. Сам він навіть завоював чемпіонство з боксу у важкій вазі.
Після смерті батька Лекс успадкував величезну колекцію автомобілів. 5 жовтня 1946 Девісон почав гоночну кар'єру. Проте автомобіль, на якому він виступав (Альфа Ромео) був недостатньо конкурентоспроможним. Довелося на деякий час припинити виступи. Повернувся в гонки Лекс на ГП Австралії 1947 року. Виступаючи на важкому, але надпотужному Mercedes Benz 38/250, він показав найшвидший час і зайняв третє місце.
Далі завойовані перемоги, заслужена шана і популярність, які, втім, не вплинули на щедру, товариську і дружню вдачу Девісона.
Прізвище Девісон добре відоме в Австралії завдяки активній управлінській діяльності Лекса. Він заснував Victorian Division , дивізіон автоспортивного клубу Австралії Vintage Sports Car Club of Australia. У 1956—1959 роках був президентом автомобільного клубу Light Car Club of Australia. Крім того, Лекс Девісон був членом мельбурнського плавального клубу і одним із засновників Музею сучасного мистецтва Австралії.
Помер гонщик у 1965 році, коли під час практики на International 100 у нього стався серцевий напад. Автомобіль на швидкості 160 км / год вилетів за межі траси і врізався в огорожу. Александр Девісон помер до прибуття на місце аварія медиків. Справу Лекса продовжив його син Джон, який успішно виступав у гоночній серії Формула 5000, а пізніше став промоутером Sandown International Motor Raceway.